# Matteo Goffriller
Matteo Goffriller (Bressanone, 1659 – Venezia, 1742) è stato un liutaio italiano.

## Biografia
Arriva nel 1685 a Venezia, dove diventa allievo di Martinus Kaiser, del quale sposerà la figlia e rileverà la bottega nel 1690.
Benché il suo primo lavoro conosciuto sia una viola da gamba, datata 1689, Matteo Goffriller sarà il solo liutaio in quel periodo a costruire violini e per i venti anni successivi sarà il solo liutaio importante di Venezia.
Tutti i musicisti della città, sia amatori sia professionisti, frequentavano la sua bottega per comprare strumenti, per effettuare riparazioni o semplicemente per acquistare corde.
Goffriller si è distinto per la sua capacità di costruire strumenti a misura del cliente, sia nella forma e nelle proporzioni, sia nella scelta dei materiali e nella qualità del lavoro, anche secondo quello che il musicista poteva spendere. 
Il lavoro di Goffriller è stato all'inizio fortemente influenzato dagli Stradivari del periodo amatizzato, dei quali ha conservato nel tempo lo stile.
I suoi violini sono caratterizzati da un fondo spesso di un solo pezzo di acero, da una voluta grande e ben scolpita e da una vernice che varia tra un bel rosso ciliegia e un giallo ambrato trasparente.
Sia per la qualità del lavoro, sia per il fatto che Gofriller raramente metteva un'etichetta, i suoi strumenti sono stati molto spesso attribuiti a liutai cremonesi, come Nicolò Amati, Andrea o Giuseppe Guarneri e più spesso Carlo Bergonzi.
Se Martinus Kaiser è considerato colui che ha portato la costruzione di strumenti a corda a Venezia, Matteo Goffriller è da considerarsi senz'altro il capostipite della scuola veneta degli strumenti ad arco, ritenuta seconda solo a quella cremonese.
È stato il maestro di Domenico Montagnana e Francesco Gobetti.